# Parafia Matki Bożej Królowej Pokoju w Calgary
Parafia Matki Bożej Królowej Pokoju w Calgary (ang. Our Lady Queen of Peace Parish) (fr. Paroisse Notre-Dame Reine de la Paix) – parafia rzymskokatolicka położona w Calgary, w prowincji Alberta w Kanadzie.
Jest ona parafią w diecezji Calgary, z mszą św. w j. polskim dla polskich imigrantów.

## Historia parafii

### Duszpasterze
- ks. Jan Otłowski, TChr. (1957 – 1963)
- ks. Józef Smyczyk, TChr. (1963 – 1964)
- ks. Jan Otłowski, TChr. (1964 – 1968)
- ks. Stefan Kaczmarek, TChr. (1968 – 1969)
- ks. Edward Mroczyński, TChr. (1969 – 1979)
- ks. Stanisław Kuczaik, TChr. (1979 – 1989)
- ks. Zbigniew Olbryś, TChr. (1989 – 1994)
- ks. Jan Michalski, TChr. (1994 – 1999)
- ks. Adam Barcz, TChr. (1999 – 2001)
- ks. Stanisław Poszwa, TChr. (2001 – 2008)
- ks. Czesław Rybacki, TChr. (2008 – 2015)
- ks. Jacek Walkiewicz, TChr. (2015 – 2019)
- ks. Adam Bobola, TChr. (2019 – obecnie)

## Zakony pomocnicze
- Siostry dominikanki

## Nabożeństwa w j. polskim
- Sobota – 18:00
- Niedziela – 8:00; 9:30; 11:00; 12:30; 19:00